# 錫洛斯 (北桑坦德省)
錫洛斯是哥倫比亞的城鎮，位於該國東北部，由北桑坦德省負責管轄，距離首府庫庫塔約123公里，始建於1531年，海拔高度2,845米，2005年人口5,186。

## 外部連結
- （西班牙文） Government of Norte de Santander - Silos
- （西班牙文） Silos official website

7°12′N 72°46′W / 7.200°N 72.767°W